# Michelle Ferris
Pour les articles homonymes, voir Ferris.
Michelle Ferris, née le 24 septembre 1976 à Warrnambool, est une cycliste sur piste australienne, et fut l'un des plus grands espoirs australiens dans les épreuves de la vitesse féminine et du 500 m à la fin des années 90. Elle fut la principale rivale de la pistarde française Félicia Ballanger, qui l'affronta durant chaque année aux différents championnats du monde et aux épreuves de vitesse des Jeux olympiques de 1996 et 2000. Michelle Ferris n'arriva cependant jamais à battre la Française, et remporta uniquement des médailles d'argent.

## Biographie
La carrière sportive internationale de Michelle Ferris commence en 1993 lorsqu'elle remporte chez les juniors (17/18 ans) la médaille d'argent au championnat du monde de vitesse juniors. L'année suivante, elle s'adjuge la médaille de bronze du tournoi de vitesse. En 1995, elle prend la troisième place du championnat du monde du 500 mètres contre-la-montre .
Lors des années suivantes, Michelle Ferris termine à quatre reprises vice-championne du monde en vitesse individuelle et du 500 mètres contre la montre. Elle ajoute également à son palmarès deux nouvelles médailles de bronze pour un total de trois. En 1997 et 2000, elle devient championne d'Australie de vitesse individuelle. Elle remporte sa dernière médaille mondiale en 1999 à Berlin. Durant sa carrière, sa plus grande rivale est la Française Félicia Ballanger, qui parvient à la battre à chaque fois, que ce soit lors du tournoi de vitesse ou de l'épreuve du 500 mètres.
À deux reprises Michelle Ferris participe aux Jeux olympiques. En 1996 à Atlanta, elle remporte l'argent lors du tournoi de vitesse individuelle, tandis qu'en 2000 à Sydney elle gagne la médaille d'argent du 500 mètres et termine quatrième en vitesse individuelle après avoir perdu ses deux derniers duels. À l'issue de ces Jeux olympiques organisés à domicile, Ferris choisit d'arrêter sa carrière internationale.
Michelle Ferris est l'une des rares athlètes australiennes professionnelles à reconnaître publiquement son homosexualité. En 2010, elle est ambassadrice des Gay Games organisés à Cologne. Professionnellement, elle travaille entre autres en tant que conférencier expert en motivation.

## Palmarès

### Jeux olympiques
- Atlanta 1996
  -  Médaillée d'argent de la vitesse individuelle
- Sydney 2000
  -  Médaillée d'argent du 500 mètres
  - 4e de la vitesse individuelle

### Championnats du monde
- 1993
  -  Médaillée d'argent de la vitesse individuelle juniors
- 1994
  -  Médaillée de bronze de la vitesse individuelle juniors
- Bogota 1995
  -  Médaillée de bronze du 500 mètres
- Manchester 1996
  -  Médaillée de bronze du 500 mètres
- Perth 1997
  -  Médaillée d'argent de la vitesse individuelle
  -  Médaillée d'argent du 500 mètres
- Bordeaux 1998
  -  Médaillée d'argent de la vitesse individuelle
  -  Médaillée de bronze du 500 mètres
- Berlin 1999
  -  Médaillée d'argent de la vitesse individuelle

### Coupe du monde
- 1995
  - 2e de la vitesse à Adélaïde
  - 2e de la course aux points à Tokyo
  - 3e du 500 mètres à Adélaïde
- 1996
  - 2e de la vitesse à Busto Garolfo
- 1997
  - 1re de la vitesse à Fiorenzuola
  - 2e du 500 mètres à Adélaïde
  - 3e du 500 mètres à Fiorenzuola
  - 3e de la vitesse à Cali
  - 3e de la vitesse à Trexlertown
- 1998
  - 1re de la vitesse à Victoria
  - 1re du 500 mètres à Victoria
  - 2e du 500 mètres à Cali
  - 2e de la vitesse à Cali
  - 2e de la vitesse à Berlin
- 1999
  - 2e de la vitesse à Cali
- 2002
  - 2e du keirin à Sydney

### Jeux du Commonwealth
- Victoria 1994
  -  Médaillée d'argent de la vitesse individuelle
- Kuala Lumpur 1998
  -  Médaillée d'argent de la vitesse individuelle

### Jeux d'Océanie
- 1999
  -  Médaillée de bronze du 500 mètres
- 2000
  -  Médaillée de bronze du 500 mètres

### Championnats d'Australie
- Championne d'Australie de vitesse individuelle : 1997 et 2000

## Distinctions
- Cycliste sur piste australienne de l'année en 1997, 1999 et 2000[3]
- Temple de la renommée du cyclisme en Australie